# Кашаля
Кашаля́ (рос. Кашаля, башк. Кәшәле) — присілок у складі Мелеузівського району Башкортостану, Росія. Входить до складу Нугушівської сільської ради.
Населення — 1 особа (2010; 2 в 2002).
Національний склад:
- башкири — 100%